# Ann Zacharias (Schauspielerin)

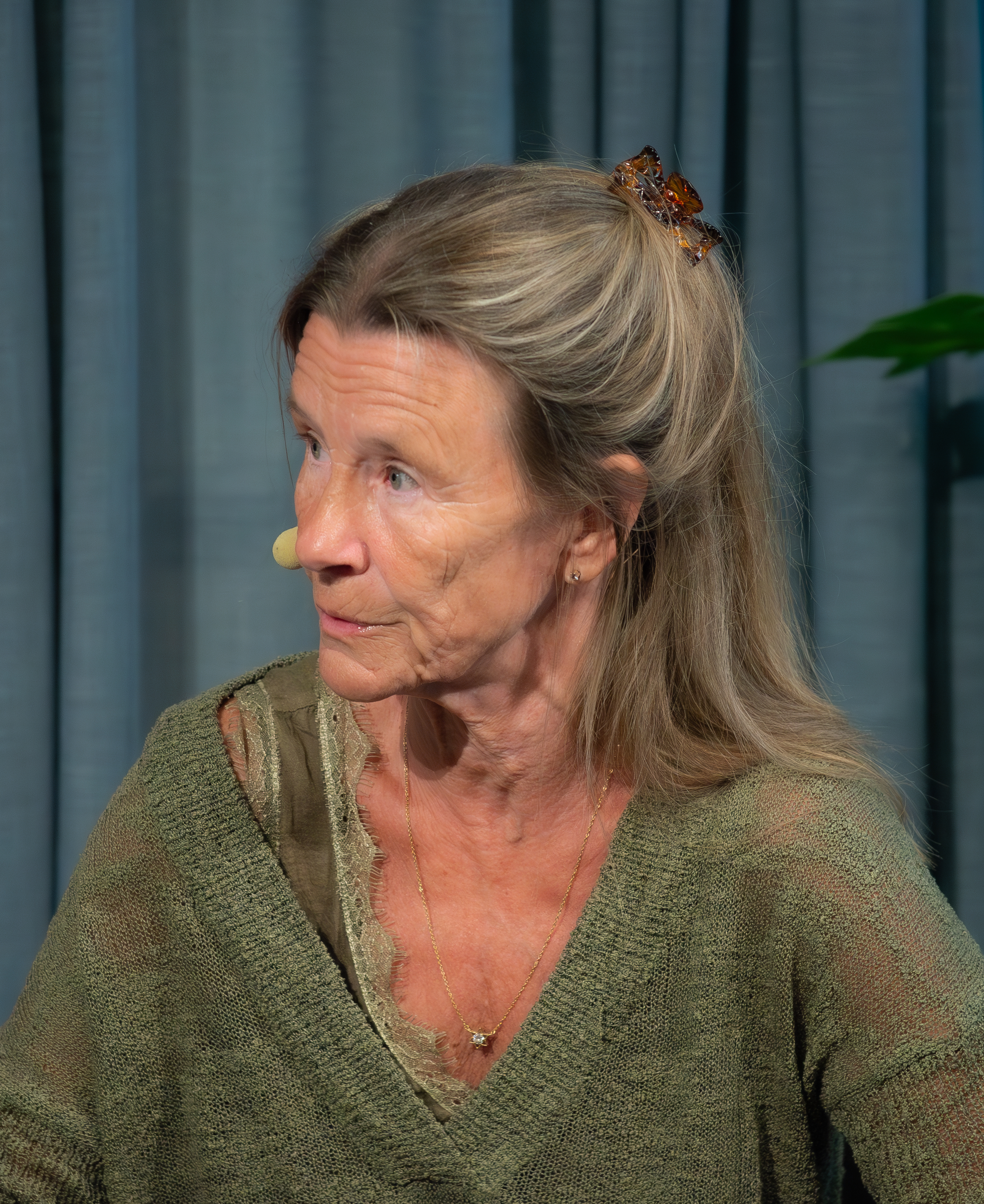
Ann Zacharias, 2022

Ann Zezette Zacharias (* 19. September 1956 in Stockholm) ist eine schwedische Schauspielerin, Drehbuchautorin und Regisseurin.

## Leben
Ann Zacharias ist die Tochter des schwedischen Regisseurs Arne Ragneborn und Gun Zacharias. Ihre Mutter war als Sozialarbeiterin, Schauspielerin und als Drehbuchautorin tätig. Anfang der 1970er Jahre ging Zacharias nach Paris und schlug sich als Model und Schauspielerin in Nebenrollen durch. Ihren Durchbruch feierte sie mit 17 Jahren im Film Tödlicher Markt (1974). Im gleichen Jahr erhielt sie ihre erste Hauptrolle im Film The Last Adventure.  Einem größeren Publikum wurde sie als Marguerite in Louis de Funès’ Brust oder Keule (1976) bekannt. 1982 spielte sie Fräulein Elly in der Verfilmung von Thomas Manns Der Zauberberg.
In den 1980er Jahren begann Zacharias, Drehbücher zu schreiben und auch selbst Regie zu führen. Ihr Film Le Test gewann 1988 den Filmpreis des Filmfestivals in San Remo. Als Hauptdarstellerin des Films gewann sie den Jantarpriset als „Beste Hauptdarstellerin“.
Zacharias war mit dem Schauspieler Sven-Bertil Taube verheiratet, mit dem sie eine Tochter Sascha Zacharias hat, die ebenfalls Schauspielerin ist. Aus der Beziehung mit dem Künstler Ted Gärdestad stammen zwei weitere Kinder.

## Filmografie (Auswahl)

### Als Schauspielerin
- 1971: Midsommardansen
- 1973: Don Juan 73 (Don Juan ou Si Don Juan était une femme)
- 1974: Tödlicher Markt (France société anonyme)
- 1974: Lycklig med Liv
- 1974: Die Finger im Kopf (Les doigts dans la tête)
- 1976: Brust oder Keule (L’aile ou la cuisse)
- 1976: Nea – Ein Mädchen entdeckt die Liebe (Néa)
- 1976: De lyckligt lottade (Fernsehserie)
- 1977: La nuit, tous les chats sont gris
- 1978: Tolvan (Kurzfilm)
- 1980: Flygnivå 450
- 1982: Der Zauberberg
- 1986: På liv och död
- 1986: Peter der Große (Peter the Great, Miniserie)
- 1987: Yağmur Kaçakları
- 1987: Le test (auch Drehbuch, Regie und Produktion)
- 1988: Das Testament eines ermordeten jüdischen Dichters (Le testament d’un poète juif assassiné)

### Als Drehbuchautorin und Regisseurin
- 1987: Le Test
- 1988: The Glory of the russian orthodox church (Dokumentarfilm)